# 古列爾莫七世
古列爾莫七世（義大利語：Guglielmo VII del Monferrato，1240年—1292年2月6日），波尼法喬二世之子，蒙費拉托侯爵（1253—1292）。古列爾莫七世與卡斯提亞國王阿方索十世結盟對抗安茹的查理，在北義大利一度佔領杜林與米蘭。1292年去世，兒子喬瓦尼一世繼位。